# Rudolf I. Češki
Rudolf VI. grof od Habsburga (češ: Rudolf Habsburský)  (oko 1282. – Horažďovice, 4. srpnja 1307.) bio je kao Rudolf III. vojvoda Austrije i Štajerske od 1298. do 1306. te kao Rudolf I. kralj Češke i titularni kralj Poljske od 1306. do 1307. godine.